# Papiro 17
Il Papiro 17 ({\displaystyle {\mathfrak {p}}}17) è uno dei più antichi manoscritti esistenti del Nuovo Testamento, datato paleograficamente agli inizi del IV secolo, è scritto in greco.

## Contenuto del papiro
{\displaystyle {\mathfrak {p}}}17 contiene una piccola parte del Lettera agli Ebrei (9,12-19).
Il testo del codice è rappresentativo del tipo testuale alessandrino. Kurt Aland lo ha collocato nella Categoria II.
È attualmente ospitato presso la Cambridge University Library (Add. 5893) a Cambridge.